# Лорео
Лорѐо (на италиански: Loreo) е малко градче и община в Северна Италия, провинция Ровиго, регион Венето. Разположено е на 162 m надморска височина. Населението на общината е 3516 души (към 2012 г.).